# Leptometra celtica
Espèce
Synonymes
- Antedon celtica (M'Andrew & Barrett, 1857)[1]
- Comatula celtica M'Andrew & Barrett, 1857[1]
- Comatula woodwardii Barrett, 1857 (not of Forbes, 1852)[1]
- Leptometra phalangium (Carpenter, 1881) non (Müller, 1841)[1]

Leptometra celtica est une espèce de comatules de la famille des Antedonidae et vivant sur les côtes du Royaume-Uni et jusque dans le golfe de Gascogne.

## Description
Cette comatule a dix bras pouvant atteindre jusqu'à 15 cm de long.

## Habitat
Elle vit sur les fonds graveleux entre 40 et 200 m de profondeur.
Comme toutes les espèces de la famille des Antedonidae, en Atlantique Nord-Est, cette famille est indicatrice des écosystèmes marins vulnérables au niveau desquels la pêche de fond est interdite au-delà de 400 m de profondeur.

## Publication originale
- (en) R. M'Andrew et L. Barrett, « List of the Echinodermata dredged between Drontheim and the North Cape », Annals and Magazine of Natural History, Londres, Taylor & Francis, vol. 20, no 115,‎ juillet 1857, p. 43–46 (ISSN 0374-5481, OCLC 1481361, DOI 10.1080/00222935709487869, lire en ligne).